# Liste der Bodendenkmäler in Forstinning
Auf dieser Seite sind die Bodendenkmäler in der oberbayerischen Gemeinde Forstinning zusammengestellt. Diese Tabelle ist eine Teilliste der Liste der Bodendenkmäler in Bayern. Grundlage ist die Bayerische Denkmalliste, die auf Basis des Bayerischen Denkmalschutzgesetzes vom 1. Oktober 1973 erstmals erstellt wurde und seither durch das Bayerische Landesamt für Denkmalpflege geführt wird. Die folgenden Angaben ersetzen nicht die rechtsverbindliche Auskunft der Denkmalschutzbehörde.

## Bodendenkmäler in Forstinning
| Lage       | Objekt | Akten-Nr.     | Bild |
| ---------- | --- | ------------- | ---- |
| (Standort) | Grabhügel vorgeschichtlicher Zeitstellung. | D-1-7837-0015 |      |
| (Standort) | Körpergräber des frühen Mittelalters und der späten Neuzeit.                                                                                           | D-1-7837-0026 |      |
| (Standort) | Straße der römischen Kaiserzeit mit begleitenden Materialentnahmegruben.                                                                               | D-1-7837-0028 |      |
| (Standort) | Verebnete Viereckschanze der späten Latènezeit. | D-1-7837-0029 |      |
| (Standort) | Körpergräber des Endneolithikums (Glockenbecherkultur) und Siedlung vorgeschichtlicher Zeitstellung.                                                   | D-1-7837-0030 |      |
| (Standort) | Abgegangene Kirche des Mittelalters und der frühen Neuzeit (St. Johannes. d. T. in Sempt) mit zugehörigem Friedhof.                                    | D-1-7837-0031 |      |
| (Standort) | Brandgräber der mittleren und späten Bronzezeit sowie Siedlung der Urnenfelderzeit.                                                                    | D-1-7837-0032 |      |
| (Standort) | Verebnete Viereckschanze der späten Latènezeit. | D-1-7837-0078 |      |
| (Standort) | Verebnete Grabhügel vorgeschichtlicher Zeitstellung.                                                                                                   | D-1-7837-0079 |      |
| (Standort) | Verebneter Grabhügel vorgeschichtlicher Zeitstellung.                                                                                                  | D-1-7837-0080 |      |
| (Standort) | Siedlung und Bestattungsplatz mit Kreisgräben vor- und frühgeschichtlicher Zeitstellung, u. a. der römischen Kaiserzeit.                               | D-1-7837-0084 |      |
| (Standort) | Verebneter Grabhügel vorgeschichtlicher Zeitstellung.                                                                                                  | D-1-7837-0086 |      |
| (Standort) | Verebnete Grabhügel und mehrfach gestaffeltes Grabenwerk vor- und frühgeschichtlicher Zeitstellung.                                                    | D-1-7837-0093 |      |
| (Standort) | Körpergräber des frühen Mittelalters. | D-1-7837-0094 |      |
| (Standort) | Siedlung der Urnenfelderzeit oder der Hallstattzeit.                                                                                                   | D-1-7837-0100 |      |
| (Standort) | Siedlung vorgeschichtlicher Zeitstellung. | D-1-7837-0137 |      |
| (Standort) | Siedlung und Brandgräber der Urnenfelderzeit sowie Siedlung der Hallstattzeit und der Latènezeit.                                                      | D-1-7837-0151 |      |
| (Standort) | Siedlung des frühen Mittelalters. | D-1-7837-0153 |      |
| (Standort) | Siedlung vor- und frühgeschichtlicher Zeitstellung. | D-1-7837-0154 |      |
| (Standort) | Untertägige mittelalterliche und frühneuzeitliche Befunde im Bereich der Kath. Pfarrkirche Mariä Heimsuchung in Forstinning und ihrer Vorgängerbauten. | D-1-7837-0155 |      |
| (Standort) | Verebneter Grabhügel vorgeschichtlicher Zeitstellung.                                                                                                  | D-1-7837-0184 |      |
| (Standort) | Siedlung vor- und frühgeschichtlicher Zeitstellung. | D-1-7837-0197 |      |